# Grépfrút

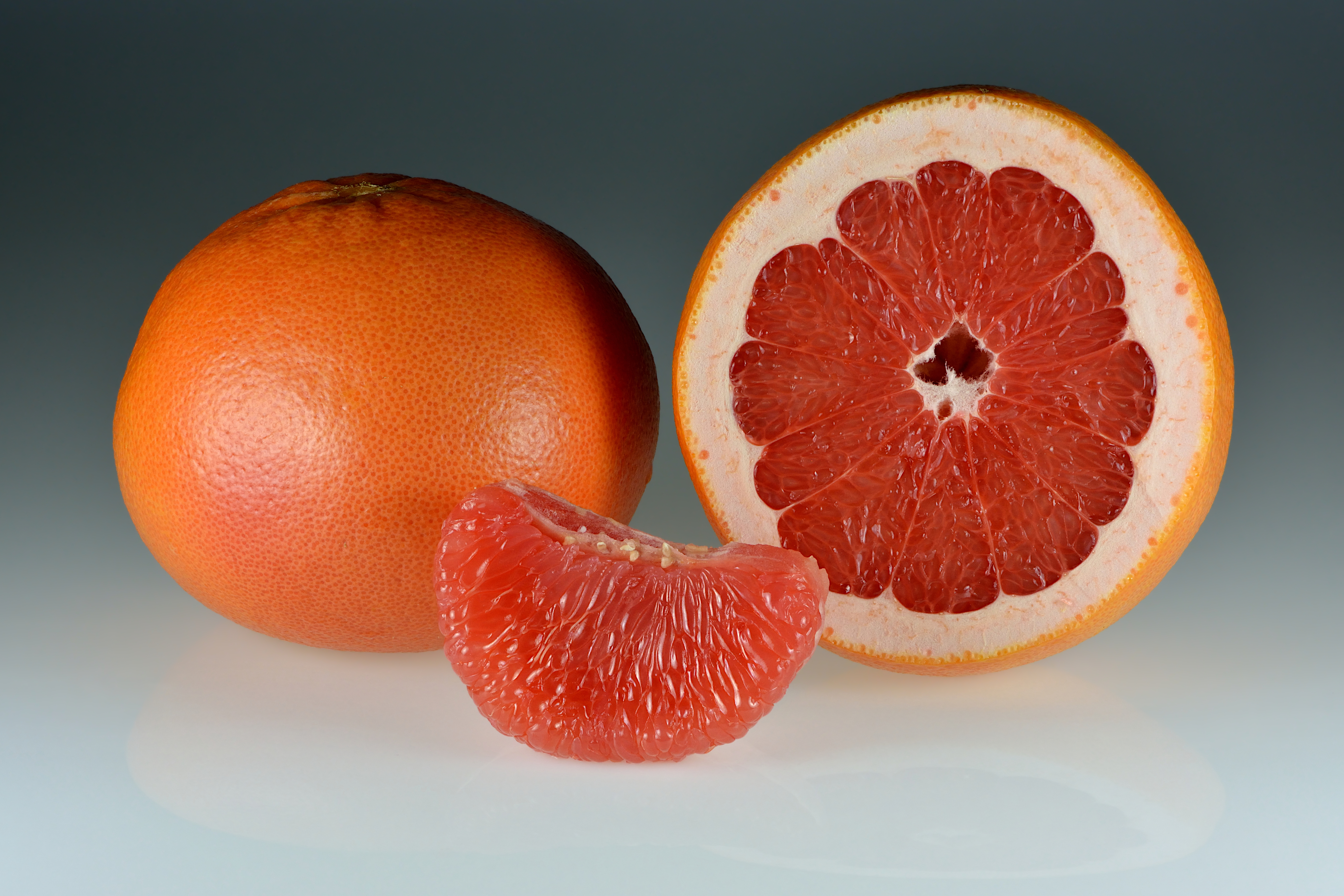
Grépfrút

A grépfrút (Citrus x paradisi), angolos írásmód szerint grapefruit, más néven citrancs a citrusformák legfiatalabb tagja. Az 1750-es években fedezték fel, valószínűleg Barbadoson. A pomelo (Citrus grandis) és a narancs (Citrus sinensis) hibridjeként alakult ki, bár az elsőhöz közelebb áll.
Magyar neve a citrom és a narancs keresztezésére utal. Magas C-vitamin és egyéb vitamin, szervessav-tartalma miatt biológiailag értékes tápláléknak minősül.
Fanyar, kesernyés íze miatt kevésbé népszerű nyers gyümölcsként, de gyümölcssaláták, gyümölcskoktélok, frissen sajtolt gyümölcslékeverékek, limonádék, teák ízesítője lehet.

## Leírása
Egy felnőtt példány magassága 4,5–6 m. Lombja nagyon sűrű, levelei sötétzöldek, fényesek, majdnem csupaszok. Virágai nagyok, fehérek, magányosan vagy levélhónalji csoportokban állnak, a sziromlevelek a narancséihoz hasonlók, de általában nagyobbak. Az érett termés citromsárga, néhány fajta esetében kissé pirosas, átmérője 10–15 cm, átlagosan kétszer akkora, mint egy közepes narancs (a termés méretét a fajta és a termesztési feltételek határozzák meg). Több fajta terméshúsa rózsaszín vagy piros. A termés közepén gyakran nagyobb üreg található. A szögletes, szabálytalan tojásdad mag (0,5 x 1 cm) világos sárgásbarna.

## Elterjedés
A 18. század közepén a Karib-térségben fedezték fel. Ma világszerte termesztik a trópusokon és a szubtrópusokon, legészakabbra Floridában és Izraelben, ahol az időnként kritikusan hideg hőmérséklet ellenére az export legnagyobb részét termelik meg.

## Felhasználása
Gyümölcsként fogyasztják oly módon, hogy a termést keresztben 2 félre vágják, és a terméshúst egy (speciális) késsel választják el a gerezdek héjától, majd kikanalazzák. Nagy méretekben a termésekből levet készítenek. A bogyók lekvár vagy zselé előállítására alkalmasak. A pektinben gazdag héj kandírozható, de olajat is szolgáltat, amelyet üdítőitalok ipari előállításához használnak fel. A magokból értékes olajat sajtolnak. 
A feldolgozott termések maradványai takarmányként hasznosíthatók. A virágkivonatot álmatlanság ellen és gyomorerősítőként alkalmazzák, a levélkivonatok állítólag antibiotikus hatásúak.

### A grépfrútmag kivonata
A gyógynövényboltokban kapható a grépfrútmag kivonata. A gyártók szerint készítményük megöli a baktériumokat, a gombákat, sőt a vírusokat is. A klinikai tesztek ezt nem támasztották alá. Ezeknek a táplálékkiegészítőknek csak akkor volt fertőtlenítő hatásuk, ha a gyártás során tartósítószerekkel szennyezték őket, amely elég gyakori.

### A grépfrút és a gyógyszerek kölcsönhatása
A gréprút önmagában kiváló és egészséges táplálék, de számos gyógyszerrel együtt fogyasztva igen jelentős kölcsönhatás alakul ki. Egyes gyógyszerek hatását jelentősen, akár veszélyes szintre fokozhatja, másokét a hatástalansághoz közeli szintre csökkentheti. 